# (1509) Esclangona
(1509) Esclangona ist ein Asteroid des Hauptgürtels, der am 21. Dezember 1938 von dem französischen Astronomen André Patry in Nizza entdeckt wurde. Der Name des Asteroiden erinnert an den französischen Astronomen Ernest Esclangon.
(1509) Esclangona gehört zu den Asteroiden, die einen kleinen Mond haben. Dieser 2003 entdeckte Trabant trägt die vorläufige Bezeichnung S/2003 (1509) 1. Messungen haben für den Mond einen Durchmesser von etwa 4 km ergeben. Er hat vom Asteroiden einen ungewöhnlich großen Abstand von ca. 140 km, was auf eine ungewöhnliche Entstehungsgeschichte hindeutet. Möglicherweise geht das System auf einen Impakt größerer Körper zurück, infolgedessen (1509) Esclangona und der Mond als Auswurfmaterial weggeschleudert wurden.